# Luehdorfia taibai
Luehdorfia tabai
Espèce
Luehdorfia tabai est une espèce d'insectes lépidoptères (papillons) appartenant à la famille Papilionidae, à la sous-famille des Parnassiinae et au genre Luehdorfia.

## Dénomination
Luehdorfia tabai a été nommé par Io Chou en 1994.

## Description
Luehdorfia tabai est un papillon spectaculaire, d'aspect proche de celui des autres Luehdorfia.

## Biologie
Sa biologie n'est pas encore connue.

### Plantes hôtes
Ses plantes hôtes sont des Asarum.

## Écologie et distribution
Il est présent en Chine dans le  Shaanxi.